# Tours-en-Savoie
Tours-en-Savoie – miejscowość i gmina we Francji, w regionie Owernia-Rodan-Alpy, w departamencie Sabaudia.
Według danych na rok 1990 gminę zamieszkiwało 786 osób, a gęstość zaludnienia wynosiła 51 osób/km² (wśród 2880 gmin regionu Rodan-Alpy Tours-en-Savoie plasuje się na 917. miejscu pod względem liczby ludności, natomiast pod względem powierzchni na miejscu 745.). 
Przez gminę przepływa rzeka Isère. 